# Paracypris franquesoides
Paracypris franquesoides is een mosselkreeftjessoort uit de familie van de Candonidae. De wetenschappelijke naam van de soort is voor het eerst geldig gepubliceerd in 1967 door Swain.